# Boquillas del Carmen
Boquillas del Carmen är en ort i Mexiko.   Den ligger i kommunen Ocampo och delstaten Coahuila, i den norra delen av landet, 1 200 km norr om huvudstaden Mexico City. Boquillas del Carmen ligger 564 meter över havet och antalet invånare är 110.
Terrängen runt Boquillas del Carmen är kuperad åt nordost, men åt sydväst är den platt. Boquillas del Carmen ligger nere i en dal.  Trakten runt Boquillas del Carmen är nära nog obefolkad, med mindre än två invånare per kvadratkilometer. Det finns inga andra samhällen i närheten. Omgivningarna runt Boquillas del Carmen är i huvudsak ett öppet busklandskap.